# Pristurus obsti
Pristurus obsti är en ödleart som beskrevs av  Rösler och WRANIK 1999. Pristurus obsti ingår i släktet Pristurus och familjen geckoödlor. IUCN kategoriserar arten globalt som livskraftig. Inga underarter finns listade i Catalogue of Life.